# Società Sportiva Jesi 1984-1985
Questa voce raccoglie le informazioni riguardanti la Società Sportiva Jesi nelle competizioni ufficiali della stagione 1984-1985.

## Rosa
| N. |                   | Ruolo | Calciatore         |
| -- | ----------------- | ----- | ------------------ |
|    | Italia (bandiera) | D     | Fabio Amadei       |
|    | Italia (bandiera) | C     | Maurizio Ballarini |
|    | Italia (bandiera) | C     | Lucio Bernardini   |
|    | Italia (bandiera) | C     | Augusto Bonacci    |
|    | Italia (bandiera) | A     | Giorgio Buffone    |
|    | Italia (bandiera) | P     | Adriano Casiraghi  |
|    | Italia (bandiera) | C     | Ugo Coltorti       |
|    | Italia (bandiera) | D     | Andrea Cuicchi     |
|    | Italia (bandiera) | C     | Giancarlo Favarin  |
|    | Italia (bandiera) | A     | Michele Mancini    |
|    | Italia (bandiera) | P     | Sandro Mancini     |

| N. |                   | Ruolo | Calciatore           |
| -- | ----------------- | ----- | -------------------- |
|    | Italia (bandiera) | C     | Stefano Nobili       |
|    | Italia (bandiera) | D     | Piero Petrini        |
|    | Italia (bandiera) | D     | Adriano Polenta      |
|    | Italia (bandiera) | C     | Alvaro Retini        |
|    | Italia (bandiera) | C     | Leonardo Rossi       |
|    | Italia (bandiera) | A     | Maurizio Sandri      |
|    | Italia (bandiera) | C     | Danilo Tacchi        |
|    | Italia (bandiera) | D     | Giancarlo Torresi    |
|    | Italia (bandiera) | D     | Pierantonio Tortelli |
|    | Italia (bandiera) | D     | Fausto Vinti (I)     |

## Risultati

### Serie C1

#### Girone di andata
| 23 settembre 1984 1ª giornata | Rimini | 0 – 0 | Jesi |  |

| 30 settembre 1984 2ª giornata | Jesi | 0 – 0 | Reggiana |  |

| 7 ottobre 1984 3ª giornata | Jesi | 1 – 1 | Pistoiese |  |

| 14 ottobre 1984 4ª giornata | Piacenza | 2 – 2 | Jesi |  |

| 21 ottobre 1984 5ª giornata | Jesi | 0 – 2 | Rondinella |  |

| 28 ottobre 1984 6ª giornata | Sanremese | 1 – 1 | Jesi |  |

| 1º novembre 1984 7ª giornata | Jesi | 0 – 0 | Modena |  |

| 11 novembre 1984 8ª giornata | Lanerossi Vicenza | 0 – 0 | Jesi |  |

| 18 novembre 1984 9ª giornata | Jesi | 1 – 0 | SPAL |  |

| 25 novembre 1984 10ª giornata | Ancona | 0 – 1 | Jesi |  |

| 2 dicembre 1984 11ª giornata | Treviso | 1 – 0 | Jesi |  |

| 9 dicembre 1984 12ª giornata | Jesi | 1 – 2 | Livorno |  |

| 16 dicembre 1984 13ª giornata | Legnano | 2 – 1 | Jesi |  |

| 23 dicembre 1984 14ª giornata | Jesi | 1 – 1 | Pavia |  |

| 6 gennaio 1985 15ª giornata | Carrarese | 3 – 2 | Jesi |  |

| 13 gennaio 1985 16ª giornata | Jesi | 2 – 1 | Asti TSC |  |

| 20 gennaio 1985 17ª giornata | Brescia | 3 – 0 | Jesi |  |

#### Girone di ritorno
| 3 febbraio 1985 18ª giornata | Jesi | 0 – 0 | Rimini |  |

| 10 febbraio 1985 19ª giornata | Reggiana | 0 – 0 | Jesi |  |

| 17 febbraio 1985 20ª giornata | Pistoiese | 0 – 2 | Jesi |  |

| 24 febbraio 1985 21ª giornata | Jesi | 0 – 0 | Piacenza |  |

| 3 marzo 1985 22ª giornata | Rondinella | 1 – 2 | Jesi |  |

| 10 marzo 1985 23ª giornata | Jesi | 1 – 1 | Sanremese |  |

| 17 marzo 1985 24ª giornata | Modena | 2 – 0 | Jesi |  |

| 24 marzo 1985 25ª giornata | Jesi | 0 – 0 | Lanerossi Vicenza |  |

| 6 aprile 1985 26ª giornata | SPAL | 3 – 0 | Jesi |  |

| 14 aprile 1985 27ª giornata | Jesi | 0 – 1 | Ancona |  |

| 21 aprile 1985 28ª giornata | Jesi | 3 – 1 | Treviso |  |

| 5 maggio 1985 29ª giornata | Livorno | 1 – 1 | Jesi |  |

| 12 maggio 1985 30ª giornata | Jesi | 0 – 0 | Legnano |  |

| 19 maggio 1985 31ª giornata | Pavia | 2 – 0 | Jesi |  |

| 26 maggio 1985 32ª giornata | Jesi | 1 – 0 | Carrarese |  |

| 2 giugno 1985 33ª giornata | Asti TSC | 3 – 1 | Jesi |  |

| 9 giugno 1985 34ª giornata | Jesi | 0 – 0 | Brescia |  |